# John Ellis (Politiker, 1952)
John Ellis (* 2. Mai 1952 in Fenagh, County Leitrim, Irland) ist ein ehemaliger irischer Politiker der Fianna Fáil. Von 1981 bis 1982 und von 1987 bis Mai 2007 war er Teachta Dála (Abgeordneter) im Dáil Éireann und von 1977 bis 1981, von 1983 bis 1987 sowie von 2007 bis 2011 Mitglied im Seanad Éireann.

## Biografie
John Ellis war Landwirt und Unternehmer. 1974 wurde er erstmals in den Leitrim County Council gewählt und war sowohl von 1986 bis 1987 als auch von 1992 bis 1993 Ratsvorsitzender. 
Im Oktober 1977 wurde er über die Landwirtschaftsliste in den Seanad Éireann gewählt. Er kandidierte dann bei den Wahlen zum Dáil Éireann 1981 und wurde im Wahlkreis Sligo–Leitrim für die Fianna Fáil gewählt. Bei den kurz darauf folgenden Wahlen im Februar 1982 konnte er seinen Sitz noch halten, verlor ihn jedoch bei den Wahlen im November 1982. Er konnte dann aber erneut im Februar 1983 in den Seanad über die Landwirtschaftsliste einziehen. 1987 trat er dann erneut für den Dáil an und wurde gewählt. Diesen Sitz konnte er bis Mai 2007 halten. Bei den Wahlen 2007 ging der Sitz verloren, aber Ellis wurde von Taoiseach Bertie Ahern für den Seanad nominiert und blieb dort bis zum März 2011. Dann zog er sich aus der Politik zurück und trat zu den nachfolgenden Wahlen nicht mehr an.

## Leben
John Ellins ist mit Patricia Donnelly verheiratet, mit der er drei Kinder hat. 